# Tiszanána
Tiszanána là một thị trấn thuộc hạt Heves, Hungary. Thị trấn này có diện tích 68,14 km², dân số năm 2010 là 2390 người, mật độ 35 người/km².